# Unité départementale de l'architecture et du patrimoine
 (juin 2018).
Si vous disposez d'ouvrages ou d'articles de référence ou si vous connaissez des sites web de qualité traitant du thème abordé ici, merci de compléter l'article en donnant les références utiles à sa vérifiabilité et en les liant à la section « Notes et références ».
Les Unités départementales de l’architecture et du patrimoine (UDAP) sont des services déconcentrés de l'État français relevant du ministère de la Culture et de la Communication, à l'échelon départemental.
Ils sont installés au chef-lieu de chaque département et placé sous l'autorité du préfet de département. Au moyen d’une équipe pluridisciplinaire, les UDAP, constituent les unités départementales de la Direction régionale des affaires culturelles (DRAC). Au sein de la DRAC, les UDAP œuvrent pour la promotion d’un aménagement qualitatif et durable du territoire, où paysage, urbanisme et architecture entretiennent un dialogue raisonné entre dynamiques de projet et prise en compte du patrimoine, sous l’autorité d’un chef de service, architecte des bâtiments de France (ABF) qui est également le conservateur des monuments appartenant à l’État et affectés au ministère de la Culture et de la Communication.

## Histoire
Par décret du 6 mars 1979 les « services départementaux de l'architecture » avaient succédé aux Agences des bâtiments de France, nées dans l'immédiat après-guerre. Ils interviennent alors principalement pour le compte de trois ministères : celui de la Culture, celui de l'Équipement, de l'Énergie et des Travaux publics et celui de la Transition écologique et solidaire. En 1996, les « services départementaux de l'architecture » avaient été administrativement rattachés à la Direction de l'architecture et du patrimoine au Ministère de la Culture, tout en restant à disposition du ministère chargé de l'Environnement pour les sites, et rebaptisés « services départementaux de l'architecture et du patrimoine » (SDAP). Depuis la réforme de 2010, ils sont rebaptisés « services territoriaux de l'architecture et du patrimoine » (STAP) et rattachés aux directions régionales des affaires culturelles (DRAC). Par décret du 17 décembre 2015, portant sur diverses mesures de fonctionnement et d'organisations de l'administration territoriale de l'État, sont instaurées les Unités Départementales de l'Architecture et du Patrimoine (UDAP) pour remplacer les STAP.

## Missions
Les UDAP ont différents missions dont les principales sont :
- Veiller à la qualité de l'architecture et des paysages dans leurs départements.
- Contrôler et expertiser les projets menés dans les espaces protégés.

Les UDAP interviennent réglementairement dans 4 types d'espaces protégés :
1. Sites inscrits et classés
2. Abords des monuments historiques
3. Secteur sauvegardé
4. Aires de mise en valeur de l'architecture et du patrimoine (AVAP)

Les ABF présents dans les UDAP participent à la mise en place de la protection de ces espaces en informant les élus de leur intérêt et de leurs règles de gestion. Ils collaborent à la définition des prescriptions et des recommandations qui y seront appliquées. Une fois ces dispositions approuvées, ils sont chargés de leur respect en vérifiant la conformité des projets particuliers aux dispositions d'intérêt général et en délivrant des avis conformes aux codes de l'urbanisme, du patrimoine et de l'environnement.
Les UDAP participent aux commissions départementales du patrimoine et des sites. Ils attribuent des labels liés à la défiscalisation dans le cadre des programmes de restauration immobilière (secteurs sauvegardés, ZPPAUP AVAP) ou de la fondation du patrimoine.